# Altiphrynoides malcolmi
Altiphrynoides malcolmi là một loài cóc trong họ Bufonidae. Chúng là loài đặc hữu của dãy núi Bale ở Ethiopia.
Các môi trường sống tự nhiên của chúng là các khu rừng vùng núi ẩm nhiệt đới hoặc cận nhiệt đới và vùng cây bụi nhiệt đới hoặc cận nhiệt đới vùng đất cao. Loài này đang bị đe dọa do mất nơi sống.